# Les Gens d'Uterpan
Vous pouvez aider à l'améliorer ou bien discuter des problèmes sur sa page de discussion.
- Il peut contenir un travail inédit ou des déclarations non vérifiées. Vous pouvez l’améliorer en ajoutant des références. (Marqué depuis mai 2024)

Vous pouvez aider à l'améliorer ou bien discuter des problèmes sur sa page de discussion.
- Il ne cite pas suffisamment ses sources. Vous pouvez indiquer les passages à sourcer avec {{référence nécessaire}} ou {{Référence souhaitée}}, et inclure les références utiles en les liant aux notes de bas de page. (Marqué depuis mai 2024)
- Il ne s’appuie pas, ou pas assez, sur des sources secondaires ou tertiaires. (Marqué depuis juillet 2020)

- Archive Wikiwix
- Bing
- Cairn
- DuckDuckGo
- E. Universalis
- Gallica
- Google
- G. Books
- G. News
- G. Scholar
- Persée
- Qwant
- (zh) Baidu
- (ru) Yandex
- (wd) trouver des œuvres sur Wikidata

Les Gens d’Uterpan est une compagnie chorégraphique fondée à Paris en 1994 par les artistes Annie Vigier (née en 1965 à Gonesse) et Franck Apertet (né en 1966 à Ugine).
Annie Vigier est arrivée à la danse par sa pratique initiale de gymnaste. Elle suit aussi un cursus d'art dramatique et commence sa carrière de danseuse en alliant yoga et danse contemporaine.
Franck Apertet interrompt des études de lettres pour suivre une formation de danseur qu'il élargit au théâtre et à l'opéra tout en travaillant comme fresquiste.

## Démarche artistique
Le travail des gens d'Uterpan questionne les normes et les conventions qui régissent l’exposition et le spectacle vivant[réf. nécessaire]. En s’appuyant sur les mécanismes d’ajustement de l’individu, du corps et de la création à ces contextes, ils constituent une œuvre critique à partir d’une pratique initiale de chorégraphes.
De façon méthodique, leur réflexion opère par le déplacement et la recontextualisation de procédés d’action ou de monstration propre au champ des arts plastiques et du spectacle vivant.
Ils incluent dans leur œuvre les paramètres d’approche, de communication et d’archive ainsi que la dimension économique et la situation institutionnelle de sa réalisation. Ils traitent chacune des étapes constituant la pratique de l’artiste et renvoient une responsabilité au visiteur, au commanditaire et à l’institution dans leur travail.
Ils ont organisé leur activité en trois principes de travail: le cycle « X-Event », composé de protocoles physiques activés par des danseuses et des danseurs, le processus « relaction », constitué de stratégies qui impliquent la responsabilité de toutes les parties prenantes dans la création, la cession « Anthume » (qui rassemble des procédures de transmission et de délégation).

## Un travail iconoclaste
En investissant à partir de 2003 le champ des arts plastiques et visuels, le travail des gens d’Uterpan questionne le statut du danseur qu’il utilise et qu’il objective désormais en tant qu’outil du chorégraphe.
Au sujet de la pièce liminaire X-Event 1, créée au Théâtre l’Échangeur, à Bagnolet, en janvier 2005 dans le cadre du Festival Faits d’hiver, le critique en danse Gérard Mayen écrit dans Corps à rude épreuve, magazine Danser, en mars 2005 : « Les danseurs de X-Event 1 évoluent sur un plateau très contraignant : un grand X formé de deux podiums surélevés à la façon des défilés de mode. Sous une lumière crue constante, deux garçons et trois filles y enchaînent des séquences d’épreuves : des courses dans les quatre directions, au risque de se heurter violemment, de fantastiques arrachements allongés au sol, des chutes arrières tout du long sans réserve, etc. Le danger plane, l’épuisement guette, dans une ivresse du défi sensuel, où affleure un érotisme tenace et pourtant quasi glacé de tension. Engagement physique extrême, mais à cent lieues de la belle danse. Haletante, cette pièce coup de poing creuse des brèches dans l’actuel marasme chorégraphique. Mais cela non sans restaurer le principe problématique de la soumission de l’interprète jusqu’au bout des exigences d’une interprétation verrouillée par les chorégraphes Annie Vigier et Franck Apertet. »
Soulignant l’influence complexe de leur travail dans le champ de la création, la commissaire indépendante Biljana Ciric écrit dans la monographie Uterpan, édition Flash Art 2022, p. 280 : « Bien que vous ayez participé à certaines des expositions les plus importantes à travers le monde y compris la documenta, le système artistique persiste à marginaliser votre pratique et vous continuez à négocier votre espace au sein des valeurs plébiscitées. »
Les gens d’Uterpan sont représentés par la galerie Salle Principale à Paris depuis 2015.

## Histoire
Après la création du dispositif immersif Chez Gué Gué Louft, les gens d’Uterpan deviennent « Artistes associés » de 1999 à 2001 au Théâtre Gérard Philipe de Saint-Denis (direction Stanislas Nordey).
En février 2005, ils créent la première exposition dansée en demandant à leurs interprètes d’activer en continu X-Event 2.1 (d’après le protocole La vague) durant toute la soirée de vernissage puis tous les jours de la semaine suivante, aux horaires d’ouverture du Centre d’art contemporain de Brétigny-sur-Orge (direction Pierre Bal-Blanc), qu’il y ait des visiteurs ou qu’il n’y en ait pas.
Invités pour la 9e Biennale d’art contemporain de Lyon de 2007, les gens d’Uterpan rassemblent un budget auprès de la danse et des arts plastiques qui permet à cinq danseuses et danseurs d’activer les sept protocoles X-Event 2 dans un pavillon carré construit dans La Sucrière à cet effet, durant les quatre mois de l’événement.
En 2008, ils créent X-Event 0 au festival Faits d’hiver, une soirée payante où le public et le festival, non prévenus, attendront en vain dans le hall du lieu puis dans la salle de spectacle au mur de fond de scène équipé d’un miroir, qu’un spectacle commence.
En 2009, la stratégie assis-debout-couché tient lieu de rendu de la Bourse d’aide à l’écriture chorégraphique octroyée aux gens d’Uterpan par le Ministère de la Culture et de la Communication, un an auparavant. Leur tour venu et sans autre commentaire de leur part, Annie Vigier et Franck Apertet distribuent au jury ainsi qu’au public du Festival Clandestin (organisé par la revue Mouvement) arrivé au Centre National de la Danse de Pantin à l’horaire qui lui a été indiqué pour assister à assis-debout-couché, un document stipulant que durant soixante minutes (temps conventionnellement imparti pour la présentation de chaque lauréat), tout le monde est invité à circuler librement entre la salle de spectacle où se déroulent les rendus, un des studios de répétition attenant réservé à dessein par les gens d’Uterpan plusieurs semaines auparavant, et la salle d’exposition du CND située au rez-de-chaussée. Dans chacun de ces espaces, le titre de la stratégie est imposé et activé selon son contexte (scansion vocale d’assis, debout, couché par Annie Vigier et Franck Apertet depuis la scène, cartel d’assis-debout-couché affiché au mur de la salle d’exposition, activation rythmique et en silence des trois positions par sept danseuses et danseurs dans le studio de répétition). Tous les comportements du jury, ainsi que ses commentaires, sont vus et entendus par le public.
En 2010, ils créent Nocturne démocratie au festival Faits d’hiver en invitant dix personnalités (artistes, opérateurs, critiques, responsables institutionnels, etc.) du champ des arts vivants et des arts visuels français et internationaux à venir sur la scène du festival plongée dans l’obscurité face à un public tenu lui aussi dans l’obscurité, sans que quiconque sache qui sont les autres personnalités invitées (voix techniquement transformées), à répondre à des questions directes sur les problématiques et les tensions qui animent le champ de l’art. L’identité de ces personnalités arrivées et reparties individuellement dissimulées sous une large pièce de tissu noir ne sera jamais divulguée.
En 2011, à la suite des activations de la stratégie Parterre à Paris et à Berlin (6e Biennale de Berlin), le soutien de l’institution leur est retiré, les commanditaires des activations désavoués, et plusieurs projets des gens d'Uterpan sont annulés.
En 2014, à la suite de leur création au Baltic Art Center à Visby, (île de Gotland, Suède) les sessions de la stratégie You are a dancer sont diffusées pendant un an sur les ondes de Radio Aligre (Paris) en tant qu’exposition du CAC Brétigny.
En 2015, X-Event 2.6 (d’après le protocole Le goût) est activé quotidiennement sur toute la durée de la 3e Biennale Industrielle d’Art Contemporain de l’Oural (Ekaterinbourg, Russie).
En 2017, ils participent à la documenta 14, à Athènes avec Avis d’audition, Imposteurs, Géographie-Athènes 2017, Parterre (activé à Bruxelles) et à Cassel avec Scène à l’italienne et Bibliothèque.
En 2018, la création dans Bruxelles de Défilés pour le festival Signal #7 au thème de « La joie du désaccord » est bloquée par l’intervention des forces de l’ordre.
En 2021, l’exposition Panique au dancing est présentée à la Fondation des Artistes - MABA à Nogent-sur-Marne durant six mois. Questionnant le statut de l’auteur dans le champ des arts visuels aujourd’hui, Panique au dancing remet en question la présence de la danse et le statut de la performance dans les musées et les expositions.
En 2022, Uterpan, la monographie des gens d’Uterpan, est publiée par Flash Art. Avec les contributions de Pierre Bal-Blanc (commissaire international indépendant et essayiste), Biljana Ciric (commissaire internationale indépendante), Luk Lambrecht (commissaire international indépendant), Karin Mihatsch (chargée de publication et enseignante) et Dieter Roelstraete (commissaire international indépendant et professeur), elle compile toutes les œuvres créées par les gens d’Uterpan entre 1994 et 2021.

## Résidences
- 2011 : IASPIS, Stockholm, Suède[2]
- 2012 : BAC-Baltic Art Center, Visby, Suède[3]
- 2020-2022 : Fondation des Artistes MABA à Nogent-sur-Marne, France[4]

## Presse
- Uterpan : un pas de deux détonnant, par Rosita Boisseau, avril 2022, Le Monde
- Curatorial Gaze, by Pierre Bal-Blanc, 2020-2021, Flash Art
- The Politization of Anatomy by Pierre Bal-Blanc, Mousse 58, avril-mai 2017 Mousse Magazine
- Press review, les gens d'Uterpan, documenta 14
- Nuit Spéciale - Imagine : Annie Vigier et Franck Apertet (les gens d'Uterpan), par Philippe Garbit, juin 2016, France Culture
- Les performances mises en boîtes, par Emmanuelle Lequeux, mars 2014, Le Monde
- Les gens d'Uterpan, une logique de l'audace, par Erik Verhagen, janvier 2013, Art Press
- Au secours ! La sécurité ! Les gens d'Uterpan arrivent !, par Rosita Boisseau, février 2010, Le Monde
- Nocturne Démocratie, Cassandre/Horschamp 81 (page 82-83), Thomas Hahn 2010